# Dorothee von Velsen
Dorothee von Velsen (* 29. November 1883 in Zabrze (heute in Polen); † 16. Mai 1970 in Kochel am See) war eine deutsche Schriftstellerin und Frauenrechtlerin.

## Leben und Wirken
Dorothee von Velsen war die zweite von drei Töchtern des königlichen Oberberghauptmanns Gustav von Velsen (1847–1923) und Anna Loerbroks (1856–1910). Ihre Kindheit und Jugend verbrachte sie in Oberschlesien, im Saarland, in Halle (Saale) und schließlich in Berlin. Sie führte das seinerzeit übliche Leben einer höheren Tochter, besuchte ein Pensionat, reiste viel und nahm an kulturellen Ereignissen teil. Nach dem Tod der Mutter führte sie den Haushalt für den Vater.
Unzufrieden mit ihrer Situation, entschloss sie sich für eine Ausbildung an der von Alice Salomon gegründeten Sozialen Frauenschule. Dort kam sie in Kontakt mit der bürgerlichen Frauenbewegung, namentlich unter anderem mit Gertrud Bäumer, Helene Lange, Anna Pappritz, Helene Weber, Ricarda Huch und Marianne Weber, mit der sie eine besondere Freundschaft verband. Der Frauenbewegung widmete sie fortan einen Großteil ihrer Arbeitskraft.
Im Ersten Weltkrieg arbeitete von Velsen zunächst für den Nationalen Frauendienst in Berlin. Nach einer Zwischenstation im Generalgouvernement Belgien in der Zivilverwaltung, wo sie in Brüssel unter General Moritz von Bissing gemeinsam mit Marie-Elisabeth Lüders eine Fürsorgeabteilung aufbaute, übernahm sie 1917 in Breslau das Frauenreferat der Kriegsamtsstelle. Gegen Kriegsende wechselte sie unter General Wilhelm Groener als Referentin einer Heeresgruppe in die besetzte Ukraine.
Während der Weimarer Republik übernahm sie – durch die Inflation zur Lohnarbeit gezwungen – die Geschäftsführung des Bundes Deutscher Frauenvereine sowie die Geschäftsführung eines Ausschusses der Deutschen Demokratischen Partei, für die sie sich auch in der Wahlkampfarbeit engagierte. Sie war Mitglied der DDP sowie seit 1921 Vorsitzende des Deutschen Staatsbürgerinnenverbandes. Sie unternahm Reisen ins Ausland, darunter England, Frankreich, die Türkei und die Vereinigten Staaten. Sie gehörte auch zu einer deutschen Delegation zum Völkerbund in Genf.
Neben diesen Tätigkeiten blieb sie weiterhin für die Frauenbewegung publizistisch tätig. Ein Artikel für die Zeitschrift Die Frau von 1923, der den Titel Über die Freundschaft trägt, gilt in der historischen Frauen- und Geschlechterforschung als
von besonderem Interesse, weil Velsen darin nicht nur einen Zusammenhang zwischen Frauenfreundschaft und den Emanzipationszielen der Frauenbewegung herstellt, sondern weil sie zwischen den Zeilen auch die konfligierenden Deutungsmuster feministischer Traditionsbildung und sexualwissenschaftlicher Kategorisierung thematisiert, die sich vor allem um das Thema der körperlichen Erfahrungen und der Sexualität drehen, sprich: um die Einordnung gleichgeschlechtlicher Beziehungen in die zeitgenössischen Raster von Homo- und Heterosexualität.
Ab 1925 studierte von Velsen Volkswirtschaft und Geschichte an den Universitäten in Berlin und Heidelberg und wurde 1931 in Geschichte promoviert.
1933 zog sich Dorothee von Velsen aus der aktiven Politik zurück und lebte während der Zeit des Nationalsozialismus zurückgezogen in Oberbayern in Kochel am See. Sie arbeitete fortan literarisch, wobei sie sich vorzugsweise historischen Themen widmete. Ihr politisches Interesse blieb jedoch ungebrochen. So führte sie engagierte Auseinandersetzungen mit Gertrud Bäumer über deren Entscheidung, auch nach 1933 ihre Zeitschrift Die Frau weiter herauszugeben. Wiederholt argumentierte sie, dass der Preis, den Bäumer in Form von redaktionellen und inhaltlichen Zugeständnissen an die nationalsozialistischen Machthaber entrichtete, zu hoch sei, und dass Bäumer mit der fortgesetzten Herausgabe die Ziele der Frauenbewegung konterkariere und letztlich den Nationalsozialisten in die Hände spiele.
Dorothee von Velsen war 1958 Gründungsmitglied der Friedrich-Naumann-Stiftung. Von 1959 bis 1969 war sie Mitglied des Kuratoriums.
Dorothee von Velsens Nachlass lagert im Landesarchiv Berlin sowie im Archiv der deutschen Frauenbewegung.

## Werke (Auswahl)
- Über die Freundschaft. In: Die Frau 1923, H. 12, S. 367–374.
- Die Gegenreformation in den Fürstentümern Liegnitz-Brieg-Wohlau. Ihre Vorgeschichte und ihre staatsrechtlichen Grundlagen. Heinsius, Leipzig 1931 (= Quellen und Forschungen zur Reformationsgeschichte, Bd. 15).
- Die Königlichen Kinder. Erben der Häuser Habsburg-Burgund. Bott, Berlin 1937.
- Das goldene Tor. Diederichs, Jena 1939.
- Der Graf Mercy. Ein Leben im Kampf um Deutschlands Grenzen. Diederichs, Jena 1943.
- Wir leben eine Spanne Zeit. Wunderlich, Tübingen/Stuttgart 1950.
- Zum Entwurf eines Familiengesetzes in der sowjetisch besetzten Zone. In: Mädchenbildung und Frauenschaffen, 1955, H. 5, S. 427–431.
- Im Alter die Fülle. Erinnerungen. Wunderlich, Tübingen 1956.
- Helene Lange, 1848–1930. In: Hermann Heimpel, Theodor Heuss, Benno Reifenberg (Hrsg.): Die großen Deutschen. Deutsche Biographie. Bd. 4, Propyläen-Verl. bei Ullstein, Berlin 1957, S. 175–185.